# Sigmundsherberg
Sigmundsherberg osztrák mezőváros Alsó-Ausztria Horni járásában. 2024 januárjában 1705 lakosa volt. 

## Elhelyezkedése

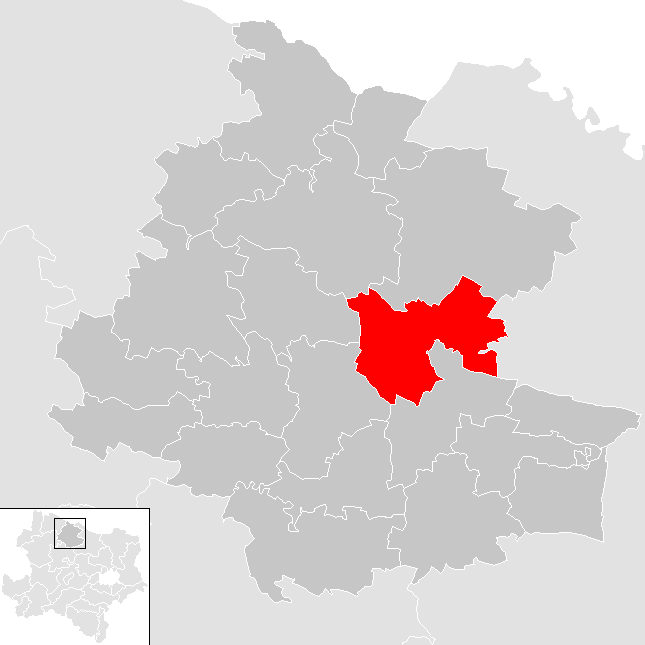
Sigmundsherberg a Horni járásban

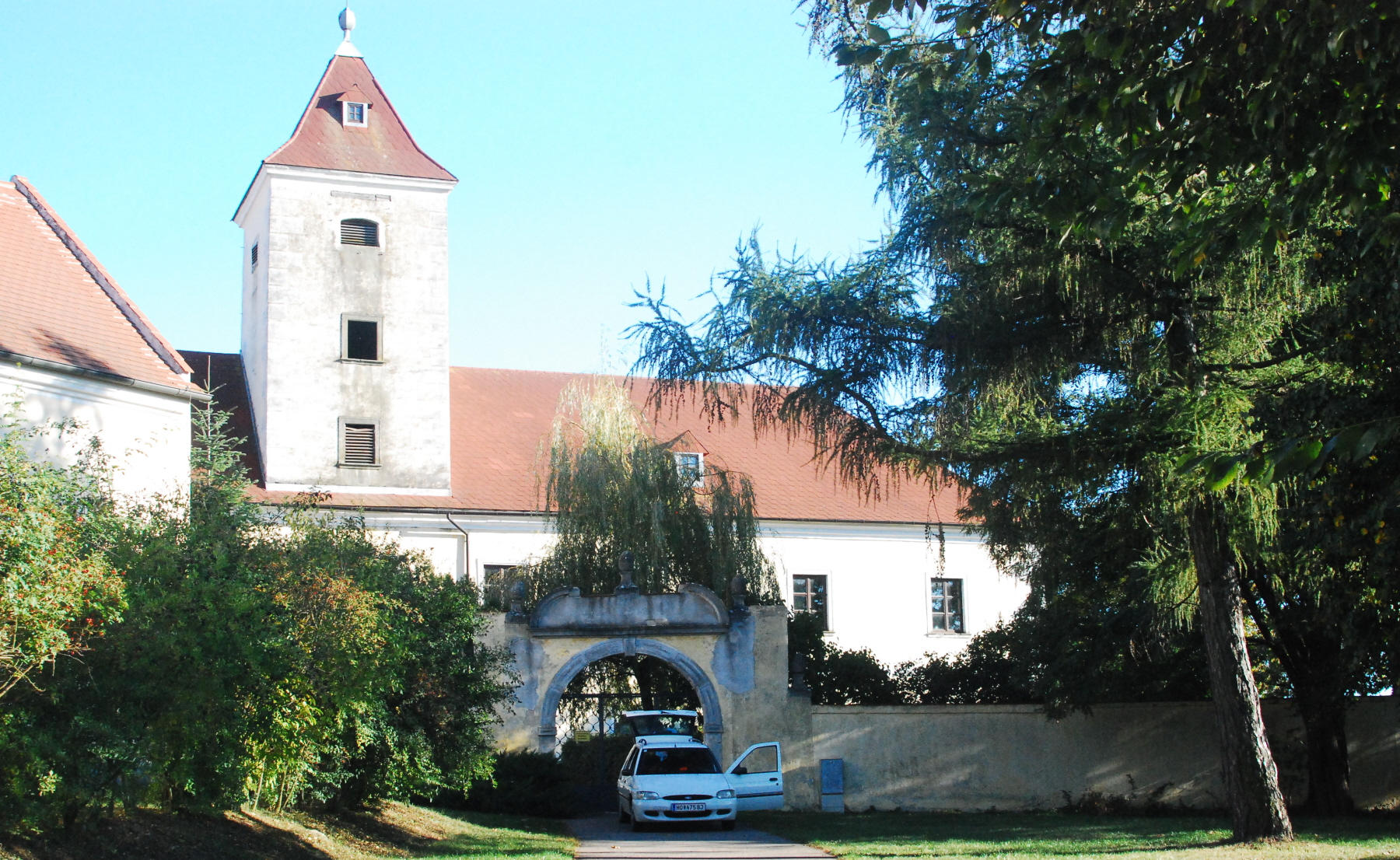
A walkensteini kastély

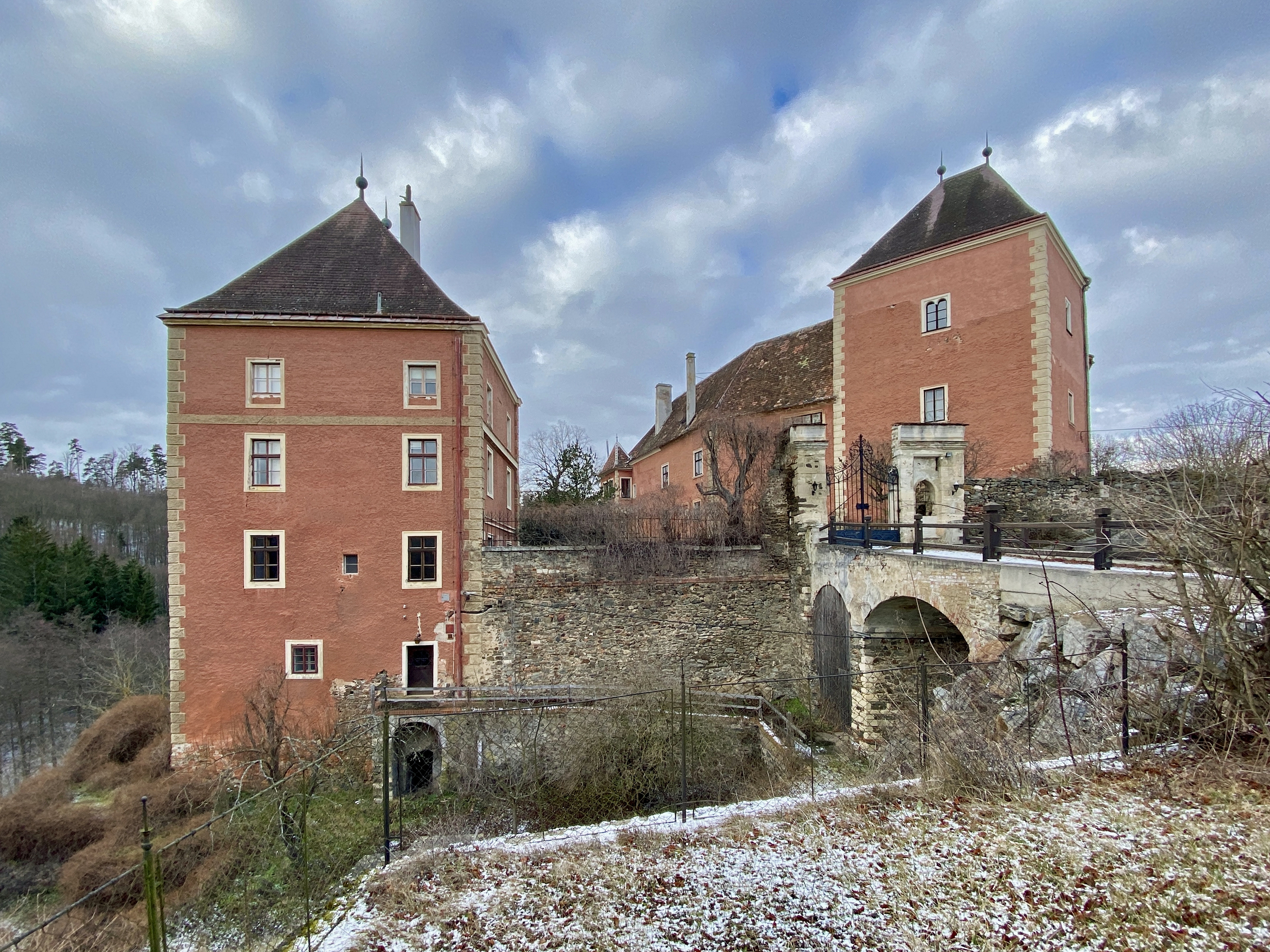
A therasburgi kastély

Sigmundsherberg a tartomány Waldviertel régiójában fekszik a Maigner Bach patak mentén. Területének 29,1%-a erdő, 63,5% áll mezőgazdasági művelés alatt. Az önkormányzat 8 települést egyesít: Brugg (79 lakos 2024-ben), Kainreith (149), Missingdorf (106), Rodingersdorf (303), Röhrawiesen (63), Sigmundsherberg (696), Theras (223) és Walkenstein (86).
A környező önkormányzatok: északra Weitersfeld, keletre Pulkau, délre Meiseldorf, délnyugatra Horn, nyugatra Pernegg, északnyugatra Geras.

## Története
Az eredetileg szlávlakta területre a 11. században érkeztek bajor és frank telepesek. Sigmundsherberget 1302-ben említik először egy végrendeletben, ahol bizonyos Jans és Heinrich von Maissau két symonsherbergi rétet hagyott Heinrichnek magiszter garsi plébánosra. A falu két jelentős út, az ún. Perneggerweg és a Hardeggből Kremsbe vezető Gerichtssteig kereszteződésénél feküdt. A tőle északra fekvő erdős hegygerincen egy 11. században épült vár állt. Sigmundsherberg a Dachsberg családé volt, akiktől több kézen át végül 1483-ban a gerasi apátsághoz került és az eggenburgi uradalomhoz csatolták. 1425-ben az Ausztriába betörő husziták, valamint 1619-ben a harmincéves háborúban a cseh felkelők ellen harcoló császári csapatok is kifosztották a falut. 
A jelentéktelen falu a Sigmundsherberg-Zellerndorf vasútvonal 1872-es megépítése után közlekedési csomóponttá vált és fejlődésnek indult; ám 1900-ban még így csak 538-an éltek 49 házában. Az első világháború alatt a Monarchia egyik legnagyobb hadifogolytáborát rendezték be itt, ahol egyszerre akár 56 ezer orosz és olasz foglyot őriztek. Összesen 156 ezren vonultak át a táboron, amelynek temetőjében 2400 katona nyugszik.
Sigmundsherberg az eggenburgi plébániához tartozott, csak egy 18. századi kápolnája volt, amelyet 1907-ben kibővítettek, hogy miséket tarthassanak benne. 1937-ben új templom épült és a régit lebontották. 
A korábban Maigenhez tartozó Sigmundsherberg 1920-ban vált önállóvá. Az 1938-as Anschlusst követően nagyközséggé fejlesztették (Brugg, Kainreith, Klein Meiseldorf, Maigen, Rodingersdorf, Röhrawiesen, Sigmundsherberg, Stockern és Walkenstein), amely 1946-ban ismét felbomlott. 1962-ben az önkormányzatot mezővárosi rangra emelték. 1972-ben Rodingersdorf, Kainreith, Walkenstein, Brugg, Röhrawiesen és Missingdorf községek csatlakozásával létrejött a mai önkormányzat. 

## Lakosság
A sigmundsherbergi önkormányzat területén 2024 januárjában 1705 fő élt. A lakosságszám 1923-ban érte el a csúcspontját 2863 fővel, azóta folyamatosan csökkenő tendenciát mutat. 2022-ben az ittlakók 97,4%-a volt osztrák állampolgár; a külföldiek közül 0,6% a régi (2004 előtti), 1,1% az új EU-tagállamokból érkezett. 0,2% az egykori Jugoszlávia (Szlovénia és Horvátország nélkül) vagy Törökország, 0,7% pedig egyéb ország polgára volt. 2001-ben a lakosok 93,8%-a római katolikusnak, 0,4% evangélikusnak, 0,2% ortodoxnak, 0,6% mohamedánnak, 4,3% pedig felekezeten kívülinek vallotta magát. Ugyanekkor egy magyar élt a mezővárosban; a legnagyobb nemzetiségi csoportot a németek (98,6%) mellett a csehek alkották 2 fővel (0,1%).
A népesség változása:

| 2016 | 1 661 |
| 2018 | 1 651 |

## Látnivalók
- Neudegg várának romjai
- a walkensteini kastély
- a therasburgi kastély

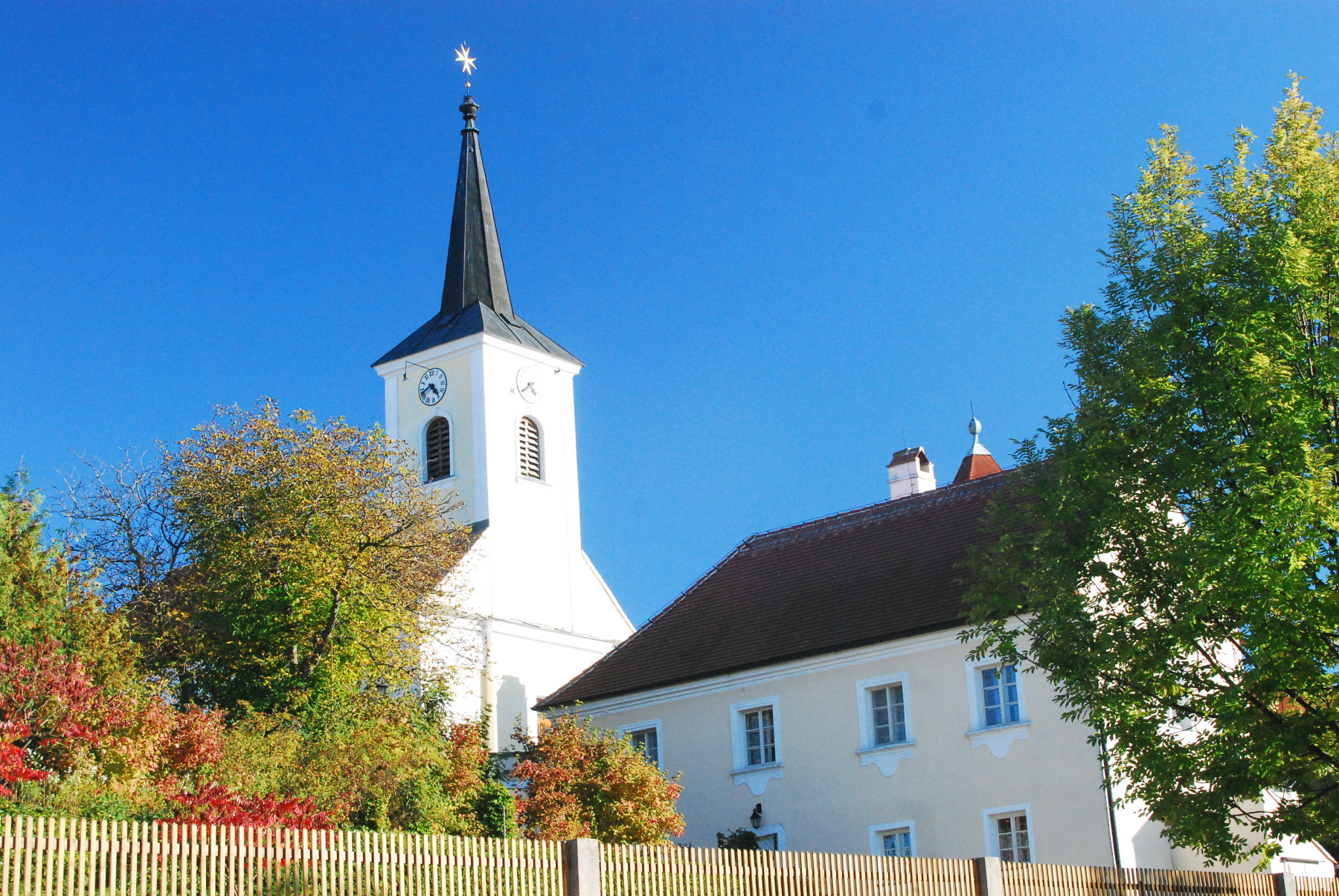
A walkensteini Szt. Lőrinc-plébániatemplom

- a walkensteini Szt. Margit-plábániatemplom
- a rodingersdorfi Szt. Lőrinc-plébániatemplom
- a vasútmúzeum
- a motorkerékpármúzeum
- az oldtimermúzeum

## Fordítás
- Ez a szócikk részben vagy egészben  a   Sigmundsherberg című német Wikipédia-szócikk ezen változatának fordításán alapul.  Az eredeti cikk szerkesztőit annak laptörténete sorolja fel. Ez a jelzés csupán a megfogalmazás eredetét és a szerzői jogokat jelzi, nem szolgál a cikkben szereplő információk forrásmegjelöléseként.